# Mimmi Hammar
Mimmi Eva Ragna Katarina Hammar, född 16 april 1968, är en svensk jazzvokalist och trombonist från Boden. 
Mimmi Hammar utgör den ena halvan i trombonistduon Sliding Hammers där hon tillsammans med sin syster Karin Hammar gärna spelar musik ur trombonistduon J.J. Johnson och Kai Windings repertoar. 
Mimmi Hammar har också ofta varit engagerad som trombonistsolist i olika jazz-sammanhang med olika storband, exempelvis Con Brio Big Band och Luleå Storband, samt har också spelat med i Leif Kronlunds storband. Hon har även gästspelat i Stockholms Läns Blåsarsymfoniker och uppträtt med bland annat Björn Skifs, Roger Pontare, Nils Landgren och Toots Thielemans.
Mimmi Hammar är mor till Molly Pettersson Hammar och Moa Pettersson Hammar.

## Diskografi
- 2001 – A Place to Be
- 2003 – Spin Around
- 2006 – A Beautiful Friendship
- 2008 – Sings